# Martín García Óñez de Loyola
Martín García Óñez de Loyola, secondo la grafia basca moderna Martin Gartzia Oñatz Loiolakoa (Azpeitia, 1549 circa – Curalava, 24 dicembre 1598), è stato un generale spagnolo e Governatore Reale del Cile.

## Gioventù
Da giovane, giunse in Perù nel 1568 con il nuovo viceré, Francisco de Toledo, in qualità di capitano della guardia. Nel 1572, durante la spedizione militare contro Túpac Amaru (ultimo discendente degli Inca a resistere alla dominazione spagnola), Oñez de Loyola guidò un'azione brillante che conquistò il campo inca catturando il leader nemico.
Per questa impresa si guadagnò il grado di corregidor in molte città peruviane. Gli fu anche concessa in regalo una moglie, membro della casa reale inca e nipote di Tupac Amaru. Fu battezzata col nome cristiano di Beatriz Clara Coya.
A questo punto il re lo nominò governatore del Paraguay nel 1592. Poco prima di assumere l'incarico, però, re Filippo II di Spagna lo nominò anche Governatore Reale del Cile, dato che era considerato l'ufficiale che più probabilmente avrebbe posto termine alla guerra di Arauco.

## Governatore del Cile

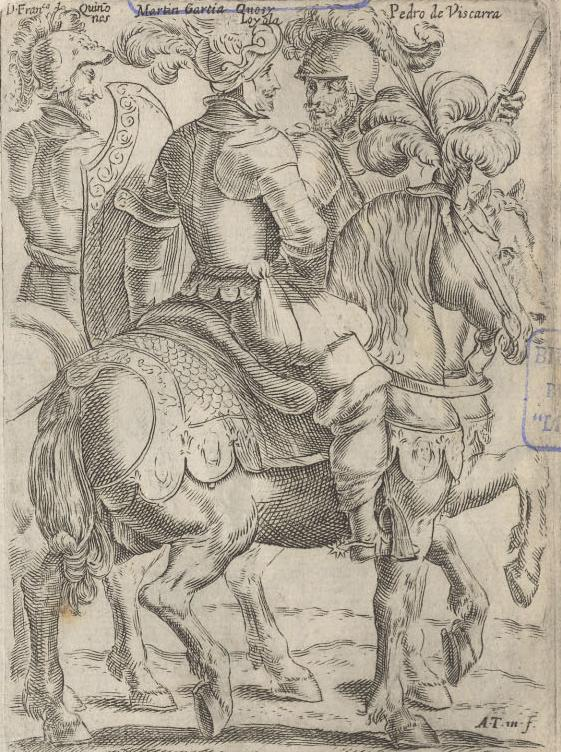
Incisione di Alonso de Ovalle del 1646 raffigurante Quiñones, Oñez de Loyola e Viscarra

Oñez de Loyola giunse in Cile il 23 settembre 1592. Era determinato a riportare la pace ad Arauco, e per questo partì per Concepción alla testa di 110 uomini assoldati nella capitale. Capì che le scarse risorse a disposizione non sarebbe riuscito nel suo proposito, e chiese rinforzi dal Perù.
L'apparizione del pirata britannico Richard Hawkins allarmò però le autorità del Perù, ed i rinforzi furono richiamati per difendere la madre patria. Hawkins attaccò il Cile assaltando Valparaíso. Qui catturò una nave, ma a causa delle limitate dimensione del vascello prese quello che poteva e lasciò liberi i marinai.
Il governatore non ricevette i soldati che aveva chiesto, ma arrivarono gesuiti e francescani. I primi furono molto importanti per i successivi eventi della colonizzazione del Cile, prima di venire espulsi.
Il governatore decise di non poter più aspettare, e nel 1594 iniziò una campagna a sud col piccolo contingente che lo seguiva. Fondò il forte di Santa Cruz de Oñez nel maggio del 1594, vicino alla confluenza tra i fiumi Bío Bío e Laja a Catiray, dove si trovavano le miniere d'oro del fiume Rele. Il forte divenne città nel 1595, prendendo il nome di Santa Cruz de Coya.
Tre anni dopo giunse un rinforzo di 140 uomini, ma ancora non erano sufficienti. La mancanza di uomini non era colpa del viceré, che promise ricchi premi a chi si sarebbe arruolato, ma piuttosto del fatto che il Cile, con i suoi continui conflitti, faceva paura a molti.

## Morte
Il governatore era a La Imperial quando venne a conoscenza del fatto che i Mapuche avevano ripreso gli attacchi ad Angol. Per poter rinforzare quell'avamposto, partì con 50 uomini il 21 dicembre 1598. Nel secondo giorno di marcia arrivarono in un luogo chiamato Curalava (la roccia rotta), sulle rive del fiume Lumaco dove si accamparono senza predisporre le difese. Nelle notti del 23 e 24 gli indiani si avvicinarono al campo, e con grida e suono di corni attaccarono gli spagnoli.
Oñez de Loyola e due soldati al suo fianco lottarono valorosamente, ma dovettero soccombere alla lance degli indiani. Quasi tutti gli spagnoli morirono, salvo un chierico chiamato Bartolomé Pérez, fatto prigioniero, ed un soldato di nome Bernardo de Pereda, che ferito 23 volte al corpo fu lasciato a morire, ma che riuscì incredibilmente a sopravvivere.
I Mapuche iniziarono una rivolta generale che distrusse tutte le città a sud del Bio Bio. Tennero la testa di Oñez de Loyola, restituendola anni dopo al governatore Alonso García de Ramón.